# Wolfgang Liebert

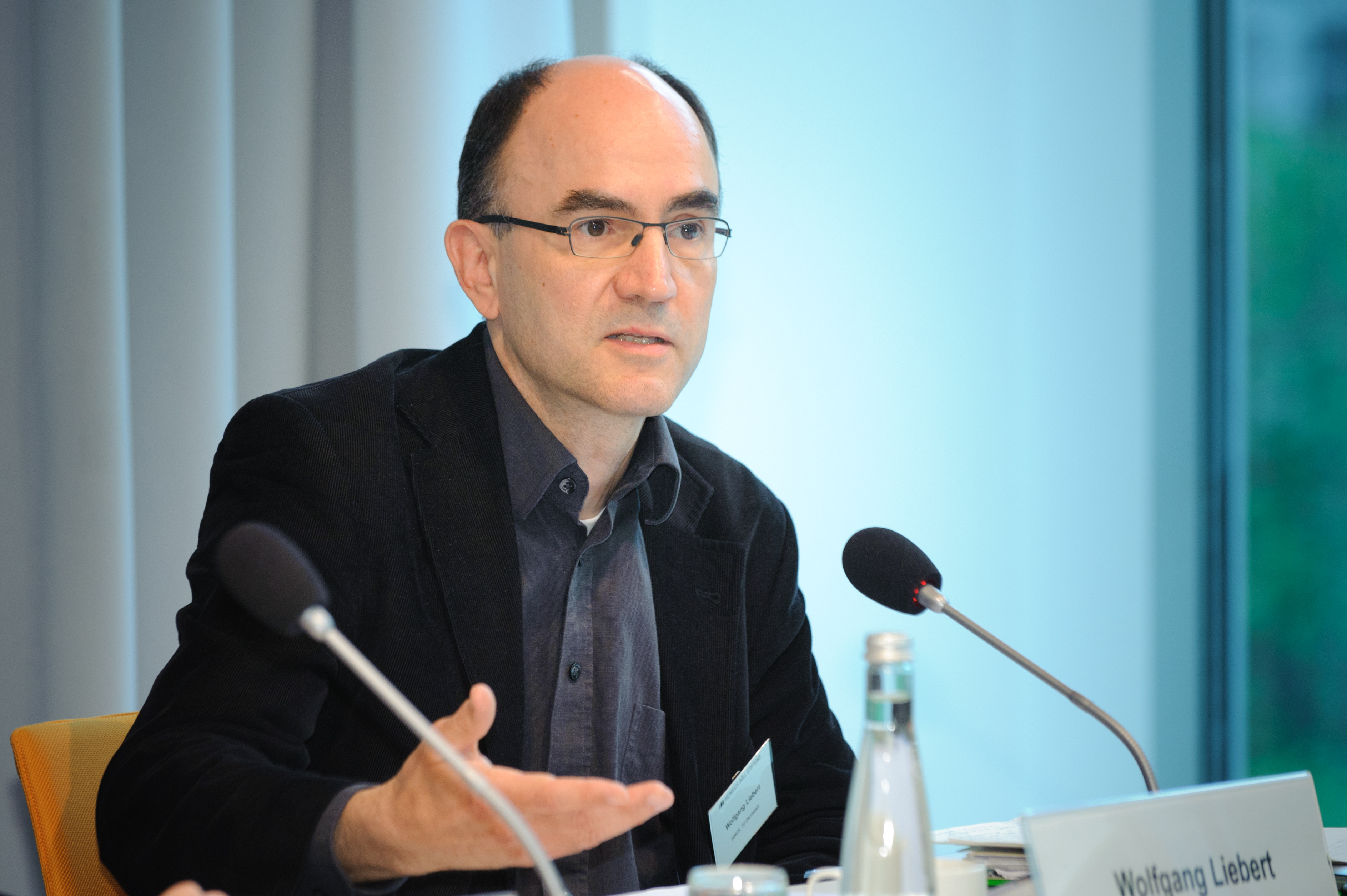
Wolfgang Liebert (2011)

Wolfgang Liebert (* 1957 in Düsseldorf) ist ein deutscher Physiker.
Seit November 2012 ist er in Wien an der Universität für Bodenkultur Professor für „Nukleare Sicherheit und Risiko“.
Zuvor war Liebert seit 1999 Akademischer Rat an der TU Darmstadt und betrieb dort als
Koordinator der aus einer Abrüstungs-Initiative hervorgegangenen Interdisziplinären Arbeitsgruppe Naturwissenschaft, Technik und Sicherheit (IANUS) naturwissenschaftliche Friedensforschung.
In einer Veröffentlichung 2002 (Nonproliferation Review) konstatierte sein Team, dass niemand, nicht einmal das Bundesumweltministerium, genau beziffern könnte, wie groß die Plutoniumbestände in Deutschland sind. 